# Куримка
Куримка (словац. Kurimka) — село в Словаччині, Свидницькому окрузі Пряшівського краю. Розташоване в північно-східній частині Словаччини в Низьких Бескидах в долині річки Куримки, яка є притокою Топлі.
Уперше згадується у 1548 році.

## Пам'ятки
У селі є дерев'яна греко-католицька церква Покрови Пресвятої Богородиці з 1923 року.

## Населення
| Рік:            | 1993 | 2003    | 2013    | 2023    |
| --------------- | ---- | ------- | ------- | ------- |
| Кількість осіб: | 407  | 393     | 366     | 365     |
| Різниця:        |      | -3,43 % | -6,87 % | -0,27 % |

| Рік:            | 2022 | 2023    |
| --------------- | ---- | ------- |
| Кількість осіб: | 376  | 365     |
| Різниця:        |      | -2,92 % |

В селі проживає 583 осіб.
Національний склад населення (за даними останнього перепису населення — 2001 року):
- словаки — 70,37%
- русини — 17,28%
- цигани — 5,93%
- українці — 5,68%

Склад населення за приналежністю до релігії станом на 2001 рік:
- греко-католики — 78,27%,
- римо-католики — 6,91%,
- православні — 1,23%,
- не вважають себе віруючими або не належать до жодної вищезгаданої церкви- 5,68%